# Гойт-Лейкс (Міннесота)
Гойт-Лейкс (англ. Hoyt Lakes) — місто (англ. city) в США, в окрузі Сент-Луїс штату Міннесота. Населення — 2020 осіб (2020).

## Географія
Гойт-Лейкс розташований за координатами 47°34′4″ пн. ш. 92°5′58″ зх. д. / 47.56778° пн. ш. 92.09944° зх. д. (47.567750, -92.099505).  За даними Бюро перепису населення США в 2010 році місто мало площу 150,45 км², з яких 146,19 км² — суходіл та 4,27 км² — водойми.

## Демографія
Згідно з переписом 2010 року, у місті мешкало 2017 осіб у 885 домогосподарствах у складі 602 родин. Густота населення становила 13 особи/км².  Було 1016 помешкань (7/км²).
Расовий склад населення:
| - 98,2 % — білих - 0,5 % — корінних американців |

До двох чи більше рас належало 1,3 %. Частка іспаномовних становила 0,3 % від усіх жителів.
За віковим діапазоном населення розподілялося таким чином: 20,2 % — особи молодші 18 років, 54,7 % — особи у віці 18—64 років, 25,1 % — особи у віці 65 років та старші. Медіана віку мешканця становила 49,3 року. На 100 осіб жіночої статі у місті припадало 98,5 чоловіків;  на 100 жінок у віці від 18 років та старших — 99,3 чоловіків також старших 18 років.
Середній дохід на одне домашнє господарство  становив 55 010 доларів США (медіана — 47 939), а середній дохід на одну сім'ю — 63 757 доларів (медіана — 60 455). За межею бідності перебувало 7,8 % осіб, у тому числі 7,2 % дітей у віці до 18 років та 1,0 % осіб у віці 65 років та старших.
Цивільне працевлаштоване населення становило 711 осіб. Основні галузі зайнятості: освіта, охорона здоров'я та соціальна допомога — 15,0 %, роздрібна торгівля — 13,9 %, сільське господарство, лісництво, риболовля — 10,7 %, виробництво — 10,5 %.